# Hypoxylon rectangulosporum
Hypoxylon rectangulosporum är en svampart som beskrevs av Y.M. Ju, J.D. Rogers & Samuels 1992. Hypoxylon rectangulosporum ingår i släktet Hypoxylon och familjen kolkärnsvampar.   Inga underarter finns listade i Catalogue of Life.